# مارفن أوكونور
مارفن أوكونور (بالفرنسية: Marvin O'Connor)‏ هو لاعب اتحاد الرغبي فرنسي، ولد في 18 أبريل 1991 في أنيماس في فرنسا.

## وصلات خارجية
- مارفن أوكونور على موقع سلسلة سباعيات الرغبي العالمية - رجال (الإنجليزية)
- مارفن أوكونور عل موقع إسبنسكروم (الإنجليزية)
- مارفن أوكونور على موقع ItsRugby.co.uk (الإنجليزية)